# Pablo Dacal
Pablo Dacal (Montevideo, 30 giugno 1886 – 1961) è stato un calciatore uruguaiano, di ruolo attaccante.

## Carriera

### Club
Giocò sempre nel campionato uruguaiano.

### Nazionale
Con la propria nazionale si laureò campione continentale nel 1916, trionfando nella prima edizione del Campeonato Sudamericano.

## Palmarès

### Club

#### Competizioni nazionali
- Campionato uruguaiano: 3

Nacional: 1912, 1915, 1916

#### Competizioni internazionali
- Copa de Honor Cousenier: 1

Nacional: 1915
- Tie Cup: 2

Nacional: 1913, 1915
- Copa Ricardo Aldao: 1

Nacional: 1916

### Nazionale
- Campeonato Sudamericano de Football: 1

Argentina 1916